# آلي تيرمي
آلي تيرمي (بالإيطالية: Alì Terme)‏ هي بلدية في مقاطعة ميسينا في صقلية الإيطالية.

## السكان
في سنة 1861 بلغ عدد السكان 777 نسمة، وتطور العدد ليصل في سنة 2011 لـ 2٬567 نسمة.
يظهر هذا المخطط البياني تطور النمو السكاني لـ آلي تيرمي